# Fontinalis utahensis
Fontinalis utahensis är en bladmossart som beskrevs av Jules Cardot och Thériot 1927. Fontinalis utahensis ingår i släktet näckmossor, och familjen Fontinalaceae. Inga underarter finns listade i Catalogue of Life.